# Gerhard Rohdin
Axel Gerhard Rohdin, född 9 september 1899 i Gustafs socken, Kopparbergs län, död 18 oktober 1974 i Mariefred, var en svensk kemiingenjör.
Efter avgångsexamen från Kungliga Tekniska högskolan i Stockholm 1923 var Rohdin kemist vid Bergviks sulfitfabrik i Bergvik 1925–1930, vid Vallviks sulfitfabrik 1930–1934, driftsingenjör där 1934–1943, överingenjör vid Järpens sulfitfabrik 1943–1946 och vid Bergviks sulfitfabrik 1946–1965. Gerhard Rohdin är begravd på Mariefreds kyrkogård.